# أندرو فلاهوف
أندرو فلاهوف (بالإنجليزية: Andrew Vlahov) مواليد 1 أبريل 1969، هو لاعب كرة سلة أسترالي سابق بدأ مسيرته الاحترافية في سنة 1991. يبلغ طوله 6 قدم 7 بوصة (2.0 م). اعتزل اللعب في 2002.

## روابط خارجية
- أندرو فلاهوف على موقع كلية كرة السلة في سبورتس رفرنس.كوم (الإنجليزية)
- أندرو فلاهوف على موقع ريلجم (الإنجليزية)
- أندرو فلاهوف على موقع بروبوليرز (الإنجليزية)
- أندرو فلاهوف على موقع سبورتس رفرنس (الإنجليزية)
- أندرو فلاهوف على موقع اللجنة الأولمبية الدولية (الإنجليزية)
- أندرو فلاهوف على موقع أوليمبيديا (الإنجليزية)
- أندرو فلاهوفعلى موقع اللجنة الأولمبية اللاتفية (مؤرشف) (اللاتفية)
- أندرو فلاهوف على موقع اللجنة الأولمبية الأسترالية (الإنجليزية)